# Fédération congolaise de football association
Kongijska Federacja Piłki Nożnej (fr. Fédération Congolaise de Football-Association, FECOFA) – organ zarządzający piłką nożną w Demokratycznej Republice Konga. Została założona w 1919 roku i jest stowarzyszona z FIFA od 1962 roku i CAF od 1963 roku. Organizuje krajową ligę piłkarską Linafoot i drużynę narodową.
Organizacja była poprzednio nazywana Zairskim Związkiem Piłki Nożnej (fr. Fédération Zaïroise de Football Association, FEZAFA), podczas gdy kraj ten był znany jako Zair.
We wrześniu 2021 r. Generalny Inspektorat Finansów stwierdził, że udaremnił próbę defraudacji środków publicznych. Fécofa, Kongijski Związek Piłki Nożnej, został zmuszony do zwrotu prawie miliona dolarów zdobytych w nieuczciwy sposób. Kwota ta została przeznaczona na organizację imprezy sportowej.